# Postessiv
Postessiv je mluvnický pád označující pozici za něčím. Vyskytuje se v některých severovýchodokavkazských jazycích, např. v lezginštině a agulštině. Lezginský postessiv je realizován sufixem -хъ (-qh), připojovaným ke jménu v ergativu. V současnosti se spíše než k označení prostorového vztahu „za něčím“ používá pro vyjádření vztahu „(výměnou) za něco“.